# 7493 Хайрзо
7493 Хайрзо (7493 Hirzo) — астероїд головного поясу, відкритий 24 жовтня 1995 року.
Тіссеранів параметр щодо Юпітера — 3,403.